# Oleksandr Pawljuk

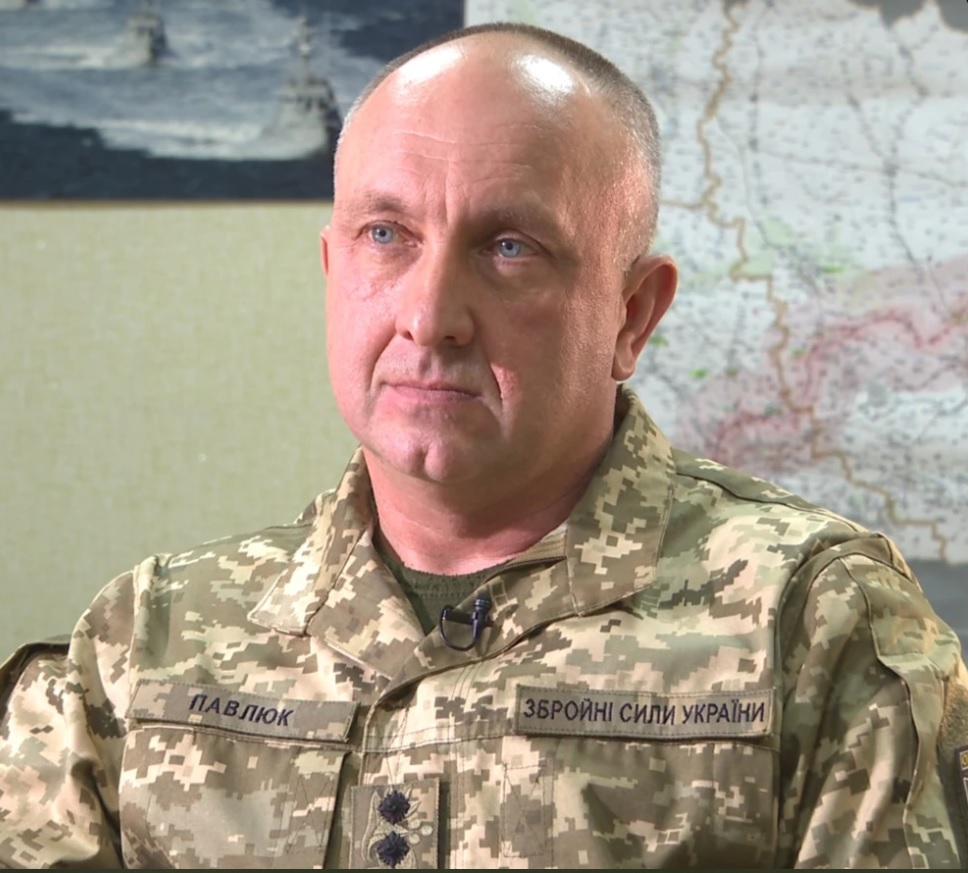
Oleksandr Pawljuk

Oleksandr Oleksijowytsch Pawljuk (ukrainisch Олександр Олексійович Павлюк; * 20. August 1970 in Nowohrad-Wolynskyj) ist ein ukrainischer Generalleutnant. Er war von Februar bis November 2024 Oberbefehlshaber des ukrainischen Heeres.

## Leben
Oleksandr Pawljuk absolvierte 1991 die Höhere Panzerschule in Charkiw. Anschließend wurde er in der sowjetischen Heeresgruppe West nach Hillersleben in der DDR verlegt und wurde dort zum Panzerzugführer ausgebildet.
Nach Abzug der sowjetischen Truppen aus der DDR war er bis Juli 2006 Kommandeur einer Panzerkompanie, stellvertretender Stabschef eines Panzerregiments, Kommandeur eines Panzerbataillons und stellvertretender Kommandeur einer Brigade in seiner Geburtsstadt Nowograd-Wolynskyj. Während dieser Zeit besuchte er die Nationale Akademie für Verteidigung der Ukraine und schloss diese 2004 ab. Vom Juli 2006 bis März 2007 befehligte er die ukrainischen KFOR-Truppen im Kosovo. Anschließend war Oleksandr Pawljuk bis 2009 erneut stellvertretender, ab Februar 2009 bis September 2010 Kommandeur der Brigade Nowograd-Wolynskyj. Danach war er bis zum März 2015 Kommandeur der 24. separaten mechanisierten Brigade in dem Rajon Lwiw.
Im Oktober 2014 kandidierte für den Werchowna Rada konnte aber keinen Sitz erringen. Am 23. August 2015 wurde er zum Generalmajor befördert.
Von 2017 bis 2020 war Oleksandr Pawljuk Kommandeur der Einsatzgruppe West, danach Kommandeur des Ausbildungskommandos des Heeres. In dieser Zeit, am 23. August 2018, erfolgte auch seine Beförderung zum Generalleutnant. Seit Sommer 2020 ist er Ausbildungskommandant des ukrainischen Landstreitkräftekommandos.
Am 28. Juli 2021 wurde er Nachfolger von Wladimir Krawtschenko als Kommandeur der Vereinigten Streitkräfte.
Zu Beginn des Russischen Überfalls auf die Ukraine 2022 wurde er am 15. März 2022 Leiter der Kiewer Regionalen Militärverwaltung. Nachdem die russischen Truppen sich zurückziehen mussten und damit keine unmittelbare Bedrohung für die ukrainische Hauptstadt mehr bestand, wurde er am 20. Mai 2022 von dem Posten entlassen. Am 14. Februar 2023 wurde Pawljuk zum Stellvertretenden Verteidigungsminister der Ukraine ernannt.
Im Februar 2024 wurde Pawljuk durch den ukrainischen Präsidenten Wolodymyr Selenskyj zum Nachfolger von Oleksandr Syrskyj bzw. zum Oberkommandierenden des ukrainischen Heeres ernannt. Ende November wurde Pawljuk von Selenskyj von seiner Kommandantur entbunden und Generalmajor Mychajlo Drapatyj neuer Oberkommandierender des ukrainischen Heeres.
Oleksandr Pawljuk ist verheiratet und hat eine Tochter.

## Auszeichnungen
- 2007: Medaille Für den Militärdienst in der Ukraine[10]
- 2012: Bohdan-Chmelnyzkyj-Orden III. Klasse[1]
- 2016: Bohdan-Chmelnyzkyj-Orden II. Klasse[1]
- 2022: Held der Ukraine mit Goldenem Stern[10]